# Иванов, Станислав Олегович
Станисла́в Оле́гович Ивано́в (более известен как Стас Ивано́в; род. 7 марта 1982, Москва) — российский кинорежиссёр, сценарист и продюсер.

## Биография
Родился 7 марта 1982 года в Москве. В 2003 году окончил физико-математический факультет Московский государственный открытый педагогический университет имени М. А. Шолохова.
В 2005 году начал работать в теле- и киноиндустрии на административных должностях. В 2010 году стал продюсером студии IKa Film.
Его первой крупной режиссёрской работой стал телесериал «Ангел или демон», вышедший в 2013 году.
В 2015 году выпустил телесериал «Чёрная река».
В 2018 году снял свой первый полнометражный фильм «Грецкий орешек».
В 2021 году снял сериал «Немцы». Российские кинокритики положительно оценили его режиссёрскую работу. Главный редактор журнала «Сеанс» Василий Степанов писал: «Авторам сериала — а за переработку текста ответственность в основном несёт режиссёр-постановщик Стас Иванов, — удалось создать по мотивам книги Терехова собственное, самостоятельное произведение, которое, может, и не так лирично и метафорично, как книга, но зато успешно держит зрителя на коротком поводке набирающего темп действия — сюжет закручивается в тугую спираль, которая ведёт героя всё ниже и ниже».
После этого в 2021—2022 годах Станислав Иванов срежиссировал телесериалы «ЮЗЗЗ» и «Бег улиток», а также снял фильм «Дембель».

## Личная жизнь
С 1 марта 2015 года по 1 марта 2022 года был женат на актрисе Валерии Ланской. Сын Артемий (род. 2015).

## Фильмография
- 2009 — Три рождества и один новый год — продюсер
- 2010 — Последний секрет Мастера — продюсер
- 2011 — Солдат — продюсер
- 2012 — Слышать море — сценарист
- 2012 — Васильки для Василисы — сценарист, продюсер
- 2012 — Спасти босса — режиссёр, продюсер
- 2012 — 2013 — Не плачь по мне, Аргентина! — продюсер
- 2013 — Любит не любит — режиссёр
- 2013 — Ангел или демон — режиссёр
- 2013 — Папа в законе — режиссёр
- 2014 — Охота — режиссёр, сценарист
- 2014 — Чужая война — продюсер
- 2015 — Жизнь только начинается — режиссёр, сценарист
- 2015 — Чёрная река — режиссёр, сценарист
- 2016 — Всемогущие Сидоровы — режиссёр
- 2018 — Грецкий орешек — режиссёр, сценарист
- 2019 — Жди меня — режиссёр, сценарист
- 2019 — Конец невинности — режиссёр, сценарист
- 2021 — Немцы — режиссёр, сценарист
- 2021 — Бег улиток — режиссёр
- 2022 — ЮЗЗЗ — режиссёр, сценарист
- 2022 — Чайки — сценарист
- 2023 — Одним днём — режиссёр, сценарист

## Награды
- 2022 — Лонг-лист премии АПКиТ в категориях «Лучшая режиссёрская работа» и «Лучшая сценарная работа» за сериал «Немцы».[14]
- 2023 — Специальный приз жюри кинофестиваля «Выборг 2023» «За сближение авторского кино со зрительским» (фильм «Одним днём».[15]